# Celle Ligure
Celle Ligure (en ligur Çelle) és un comune italià, situat a la regió de la Ligúria i a la província de Savona. El 2015 tenia 5.237 habitants.
És una ciutat costanera, un dels principals centres turístics de la Riviera de Ponent. La frazione de Pecorile és coneguda per haver vist néixer a Francesco della Rovere, escollit el 1471 com a papa Sixt IV.

## Geografia
Té una superfície de 9,56 km² i les frazioni de Boschi, Cassisi, Costa, Ferrari, Natta, Piana, Pecorile, Sanda i Terrenin. Limita amb Albisola Superiore, Stella i Varazze.

## Evolució demogràfica
| Gràfica d'evolució de Celle Ligure entre 1861 i 2011 |
|                                                      |
| Font: ISTAT                                          |

## Fills il·lustres
- Francesco della Rovere, Sixt IV. (1414 - 1484), papa de Roma
- Giuseppe Olmo (1911 - 1992), ciclista